# Saif al Islam Gadafi
Saif al Islam Gadafi (en árabe: سيف الإسلام القذافي‎, Trípoli, 25 de junio de 1972) es un político libio. Es el segundo hijo del exlíder libio Muamar el Gadafi y de su segunda mujer Safia Farkash. Presidente de la Fundación Gadafi para el Desarrollo, dedicada a asuntos de derechos humanos, desarrollo y ayuda. El 19 de noviembre de 2011, los rebeldes que combatían el régimen de su padre difundieron un vídeo con las primeras imágenes de Saif al Islam capturado en un lugar llamado Al Ramla, entre Ubari e Idri en el sur del país. Tras la caída de los bastiones pro Gadafi pasó a la clandestinidad. Fue reclamado por el Tribunal Penal Internacional  y la Interpol por crímenes de guerra y crímenes contra la humanidad y fue detenido en el sur de Libia. Tras diez años de ausencia del espacio público en noviembre de 2021 se anunció su candidatura en las elecciones presidenciales de noviembre de 2021.

## Biografía
Nació el 5 de junio de 1972. Es el segundo hijo del coronel Gadafi y de Safiyya Ferkash. Saif al Islam tiene cinco hermanos. Encarna el liderazgo de la facción reformista del grupo del gobierno libio, opuesta a la conservadora.
Posee un grupo de medios informativos de capital privado llamado "9/1" (en alusión a la fecha del golpe de Estado que dirigió Gadafi padre), que incluye un canal de televisión por satélite (Al-Libiyya), dos periódicos ("Ayuya" y "Corina") y páginas web como "Al-Libiyya".

### Formación
Saif al Islam estudió preescolar y su educación primaria en las escuelas del barrio popular cercano a su lugar de residencia, en compañía de hijos de militares y ciudadanos pobres del barrio de Abu Salim en las escuelas públicas de Trípoli. Su educación secundaria la realizó en la escuela pública 'Alí Wariz.
Cursó estudios superiores de arquitectura y se graduó en 1994 de Bachelor of Science en Arquitectura en la Universidad al-Fateh de Trípoli. En 2000, obtuvo un MBA en la Universidad IMADEK de Viena (Austria) (donde tuvo amistad con el ultraderechista Jörg Haider) y un doctorado de la London School of Economics en 2008. Es un arquitecto con su propia agencia en Trípoli, la National Engineering Service and Supplies Company.
Se expresa en árabe, inglés, alemán y francés.

## Trayectoria
Tras su licenciatura trabajó en el Centro de Investigación Industrial de Trípoli y en la Oficina Consultiva Nacional. Saif al Islam es el presidente de la Asociación Nacional Libia para el control de drogas y narcóticos (DNAG). En 1997, fundó la institución filantrópica oficial, Fundación internacional Gadafi para el desarrollo, que fue intervenida en varias situaciones de rehenes en las que participaron militantes islamistas y la crisis del Juicio del HIV en Libia, que tuvo como resultado un acercamiento entre Libia y la Unión Europea. Saif también desempeñó roles diplomáticos y de relaciones públicas en representación de su padre, razón por la cual ha sido mencionado como un posible sucesor, aunque lo ha negado.
El 10 de diciembre de 2004, poco después de un viaje del Primer ministro de Canadá Paul Martin a Trípoli, Saif al Islam solicitó en una entrevista con The Globe and Mail una disculpa formal del gobierno canadiense por unirse a las sanciones dirigidas por Estados Unidos contra Libia a causa de lo ocurrido en el vuelo 103 de Pan Am y por negarle una visa de estudiante para Canadá en 1997. Su pedido fue recibido con incredulidad en Canadá, y el gobierno canadiense anunció que no tendría lugar ninguna disculpa.
Saif al Islam también presentó una propuesta para resolver de manera permanente el conflicto palestino-israelí por medio de una solución de un solo Estado laico, federal y republicano.
El 20 de agosto de 2008, Saif al Islam declaró que no se involucraría más en asuntos de Estado. Anotó que anteriormente había "intervenido debido a la ausencia de instituciones", pero que ya no lo haría. Descartó cualquier sugerencia de que su decisión se debiera a un desacuerdo con su padre, al afirmar que estaban en buenos términos. También hizo un llamado para que tengan lugar reformas políticas en el contexto del sistema de Yamahiriyya y rechazó la idea de que sucedería a su padre, diciendo que "no es una granja que se hereda".
En una entrevista de agosto de 2008 en la BBC, Saif al Islam afirmó que Libia había admitido su responsabilidad (pero no había admitido "culpa") del atentado en Lockerbie simplemente para eliminar las sanciones comerciales. Luego, admitió que Libia estaba siendo "hipócrita" y "estaba jugando con las palabras", pero que no tenía otra opción. Según Saif al Islam, una carta donde se admitiera la "responsabilidad" era el único medio para poner fin a las sanciones económicas impuestas a Libia. Cuando se le preguntó sobre la compensación que Libia estaba pagando a las familias de las víctimas, repitió nuevamente que Libia lo estaba haciendo debido a que no tenía otra alternativa. Después, se dedicó a describir a las familias de las víctimas de Lockerbie como "comerciantes de la sangre de sus propios hijos e hijas" y las acusó de ser muy "codiciosas": "Estaban pidiendo más y más dinero".
A través de la Asociación de Derechos Humanos se decía desarrollaba una importante actividad en pro de los mismos, realizando numerosas campañas para la liberación de los presos políticos con bastante éxito. 
Antes de la rebelión en Libia, Saif al Islam dirigía una corriente reformista; ejemplos de ello eran el hecho de que en agosto de 2006 propugnara la promulgación de una Constitución permanente para Libia y dirigiera duras críticas contra el sistema político libio en sus encuentros anuales con los jóvenes libios.
En su labor diplomática, Saif al-Islam habría destacado al proponer un plan de paz para el conflicto palestino-israelí basado en una solución binacional, llamada "Israelina" (contracción de Israel y Palestina).
A través de su presidencia de la ONG «Fundación Gadafi para la Caridad y el Desarrollo», que él mismo fundó en 1997, (sus siglas en inglés son «GICDF») organizó un envío de 2000 toneladas de ayuda humanitaria y comida por mar hacia Gaza. El barco llamado Amalthea, rebautizado Amal (Esperanza) para la ocasión, salió el 11 de julio de 2010 del puerto griego de Lavrio hacia la franja de Gaza, portando bandera de Moldavia. El de 14 de julio de 2010 una cañonera israelí interceptó el barco y forzó al capitán del Amal a atracar en el puerto egipcio de El Arish. El 16 de julio de 2006 la tripulación del Amal comenzó a trasbordar la carga hacia la franja de Gaza por la frontera con El Arish, la única que no controla Israel de toda Palestina y que acordaron abrir para el efecto las autoridades egipcias y Hamás, la organización palestina que controla política y militarmente la franja de Gaza.

## Sucesión de su padre
Con el tiempo, Saif al Islam ganó peso político al adquirir experiencia como mediador en el caso de las enfermeras búlgaras liberadas en 1997, ya que fue él en la práctica el portavoz del gobierno libio y no el primer ministro o el ministro de Exteriores. Así mismo, fue destacada su labor en las negociaciones para las indemnizaciones por el atentado de Lockerbie en 1988.
Estados Unidos había manifestado su satisfacción sobre su posible elección como sucesor de su padre, y Francia se beneficiaba comercialmente de su amistad mediante importantes acuerdos comerciales y militares.
Su padre Muamar el Gadafi desvió la candidatura a la sucesión del seno del partido gobernante hacia su familia más cercana. Su padre veía a Saif como el único candidato legítimo a su sucesión, mientras que los analistas le consideraban un ejemplo de los nuevos dirigentes liberados de la ideología, rebelde frente a los moldes de los tribunales revolucionarios de la revolución libia y abierto a Occidente.
Poco antes de la Revolución Libia de 2011 era frecuente que Saif al Islam representase a su padre en eventos oficiales como la inauguración de pantanos y aeropuertos y en discursos. Durante la guerra Saif actuó como la voz de su padre cuando aseguró que no abandonarán la batalla, ni para evitar más derramamiento de sangre.

### Guerra de Libia
El lunes 16 de mayo del 2011 el Fiscal Jefe de la Corte Penal Internacional, Luis Moreno Ocampo, solicitó a los magistrados de esa corte una orden de arresto internacional contra el líder libio Muamar el Gadafi, Saif al Islam Gadafi y el jefe de la inteligencia libia por delitos de lesa humanidad contra el pueblo libio. Al aprobar los magistrados esa solicitud, todos los países de la comunidad internacional (en especial los firmantes del Estatuto de Roma que creó ese tribunal internacional) estaban obligados a cooperar en la detención de  Saif al Islam y en su entrega a la Corte Penal Internacional.
El lunes 27 de junio del 2011 la Corte Penal Internacional aprobó la solicitud de Moreno Ocampo y ordenó el arresto judicial preventivo de Muamar el Gadafi, de su hijo y del jefe de la inteligencia militar libia (cuñado de Gadafi) por presuntos delitos de lesa humanidad contra el pueblo libio. La Corte se preocupó en aclarar que esta decisión no implica prejuzgar la culpabilidad del líder libio, ya que la presunción de inocencia se mantiene hasta la realización de un eventual juicio y la sentencia definitiva del mismo; pero que sí hay pruebas suficientes como para considerar creíbles las acusaciones y que además la decisión se hace necesaria para evitar que se sigan cometiendo los crímenes de lesa humanidad contra civiles libios.
El día 21 de agosto de 2011, en medio del conflicto armado, Mustafa Abdul Jalil -Presidente del Consejo Nacional de Transición- habría declarado a la televisora Al Yazira, que Saif al Islam, había sido capturado junto a su hermano Saadi en una zona turística del oeste de la capital por parte de los rebeldes, siendo esto desmentido con su aparición a las cámaras de televisión esa misma noche.
El jueves 8 de septiembre de 2011 el Fiscal Jefe de la CPI, Moreno Ocampo, pidió a la Interpol que emitiera una "circular roja" para obligar a todos los países miembros del organismo policial internacional a ejecutar la orden de arresto internacional de la Corte Penal Internacional contra Gadafi, su hijo y su cuñado y jefe de inteligencia. La Interpol atendió la solicitud de cooperación hecha por Moreno Ocampo y al día siguiente viernes 9 de septiembre emitió una circular roja contra Gadafi y los otros dos acusados mencionados en la orden de arresto de la CPI; la orden obligaba a cualquier país miembro a detenerlos sí ingresaban a su territorio, con fines de entrega a la Corte Penal Internacional. La orden o circular roja fue enviada a los 188 países miembros de Interpol.
En múltiples ocasiones los rebeldes declararon que habían capturado o dado muerte a Saif al Islam, pero su captura no llegaría hasta noviembre de 2011. Tras la muerte de Gadafi el 20 de octubre, Saif al Islam se declaró sucesor de su padre y líder de la «resistencia» libia. Saif declaró: «Continuamos la resistencia. Me encuentro en Libia, estoy en libertad y voy a luchar hasta el fin para vengar la muerte de mi padre»

### Detención
Tras el asesinato de su padre, Muamar Gadafi, el 20 de octubre de 2011, a manos de milicianos libios proestadounidenses en Sirte, el 19 de noviembre de 2011 el ministro de Justicia libio anuncia su detención en el sur de Libia cerca de la frontera con Argelia en compañía de tres hombres armados; según la información disponible, el hijo de Muammar Gaddafi fue denunciado por uno de sus hombres. El fiscal de la CPI, Luis Moreno Ocampo, declara su intención de discutir con las autoridades libias el lugar del juicio de Saif al-Islam Gaddafi, y asegurar la celebración de un juicio justo. La CPI declara que las autoridades libias tenían “la obligación” de entregarle a Saif al-Islam Gaddafi, sin descartar la posibilidad de que el juicio pudiera celebrarse en Libia. El 22 de noviembre, el primer ministro Abdel Rahim Al-Kib anunció que Libia no entregaría a Saif al-Islam Gaddafi a la CPI, al tiempo que prometió la celebración de un juicio regular “de acuerdo con los criterios internacionales”. Luis Moreno Ocampo, por su parte, cree que los jueces de la CPI deberían estar “involucrados” en el juicio pero que Libia tiene “prioridad” para juzgar al ex delfín de Muammar Gaddafi y podrá realizar el juicio en su suelo, “en el momento. que las autoridades libias realicen las investigaciones correctas y las presenten a los jueces de la CPI ”. Fue trasladado a Trípoli en abril de 2012.

### Juicio y condena
Su juicio comenzó el 14 de abril de 2014 en Trípoli, al mismo tiempo que el de su hermano Saadi. Ninguno de los dos acusados asistió físicamente a la audiencia, Saïf estaba retenido por una brigada, en Zintan y Saadi, recientemente extraditado por Níger, era objeto de nuevas investigaciones. Le Figaro señala que la organización de la audiencia ilustró el "amateurismo del sistema judicial libio" (la prensa se mantuvo a un lado, la abogada no pudo acceder al expediente de su cliente o entrar en la sala del tribunal, videoconferencia defectuosa, etc.). El 28 de julio de 2015, mientras aún se encontraba detenido en Zenten, dado que la milicia que lo retuvo se negaba a entregarlo a las autoridades, fue condenado a muerte en rebeldía junto con otros ocho presos.
El 14 de septiembre de 2015, pocas semanas después de su sentencia de muerte, un "Consejo Supremo de las Tribus Libias", que no está reconocido por ninguno de los dos gobiernos libios rivales, anunció que lo había designado para el cargo de "representante oficial ”.

### Liberación
El 6 de julio de 2016, se benefició de una amnistía del “gobierno de Tobruk” y los abogados de Saif al-Islam Gaddafi anunciaron la liberación de su cliente. Esto se produjo como parte de un intento de "reconciliación nacional" entre ex-Gadafistas y ex-revolucionarios, mientras Libia sigue sumida en el caos y debe encontrar un equilibrio frente a la amenaza del Estado Islámico. Sin embargo, la información que le concierne es contradictoria y se dice que se encuentra todavía en Zintan, ya sea bajo arresto domiciliario o en prisión. Esta sentencia es impugnada por las autoridades judiciales libias en Trípoli, que no ven ningún valor legal en ella. Por su parte, la Corte Penal Internacional sigue solicitando su extradición. Tres días después del primer anuncio, las autoridades de Zintan niegan el anuncio de su liberación; reina la confusión en torno al destino exacto de Saif al-Islam Gaddafi, que parece ser una “moneda de cambio” entre diferentes facciones rivales. Por su parte, el gobierno de unidad, liderado por Fayez el-Sarraj, rechaza esta amnistía.
El 11 de junio de 2017 se anunció nuevamente su liberación. En el proceso, la CPI solicita su arresto.
El 18 de diciembre de 2017, su portavoz anunció que Saif al-Islam había presentado su candidatura para las elecciones presidenciales. El 19 de marzo de 2018 anunció oficialmente desde Túnez, a través de uno de sus representantes, Ayman Bouras, su candidatura a las elecciones presidenciales.

### Candidato a la presidencia
El 14 de noviembre de 2021, la comisión electoral anunció su candidatura a la presidencia del país en las elecciones previstas para el 24 de diciembre de 2021.